# Angel of Retribution
| 전문가 평가    | 전문가 평가 |
| 총 점수        | 총 점수     |
| 출처           | 점수        |
| -------------- | ----------- |
| 메타크리틱     | 69/100      |
| 평가 점수      |             |
| 출처           | 점수        |
| AllMusic       | [ 2 ]       |
| Blabbermouth   | 8/10        |
| laut.de        | [ 4 ]       |
| Mojo           | [ 1 ]       |
| Now            | [ 5 ]       |
| PopMatters     | 6/10        |
| Rock Hard (de) | 9/10        |
| Rolling Stone  | [ 8 ]       |
| Uncut          | [ 1 ]       |

《Angel of Retribution》은 2005년 2월 23일에 발매된 영국의 헤비 메탈 밴드 주다스 프리스트의 열다섯 번째 스튜디오 음반이다. 이 밴드는 1990년대 《Painkiller》 이후 롭 핼퍼드가 참여한 첫 음반이다. 이 음반은 미국에서 네 번째로 높은 차트인 주다스 프리스트 음반이 되는 미국 빌보드 200 차트에서 13위로 데뷔했다. 이 음반은 〈Deal with the Devil〉이라는 곡을 공동 작곡한 로이 Z가 프로듀싱을 맡았다. 2005년 《메탈 해머》 어워드에서 최우수 음반상을 받았다. 2005년 《번!》 잡지 독자 팝 투표에서, 이 음반은 올해의 베스트 음반과 베스트 음반 커버로 선정되었다.

## 배경
《Angel of Retribution》은 원래 2004년 말에 출시될 예정이었으나, 더 나은 판매를 기대하며 출시일을 2005년 초로 변경했다. 초기 레코드에는 2004년이 커버에 인쇄되어 있다. 음반에 대한 자세한 설명으로 글렌 팁턴은 "우리는 많은 에너지를 가지고 있습니다. 저희가 모든 실린더에 발사하고 있는데 이번 음반에 있는 게 분명해요. 저는 이게 가장 자연스러운 JUDAS PRIEST 음반이라고 생각해요. 많은 분들이 들어보셨을 때 시간이 없다고 하시더라고요. 롭 핼퍼드는 "우리가 서로의 회사를 떠났던 그 10년은 연기 속에서 사라져 버린 것 같다"고 덧붙였습니다. 우리가 《Angel of Retribution》의 새로운 자료를 쓰기 위해 모였을 때, 그것은 《Painkiller》 다음에 우리가 다음 음반을 세웠더라면 우리가 어디에 있었을까 하는 사실의 연속이었습니다. 모든 조각들은 이미 제자리에 놓여 있었습니다."
이 음반의 6곡은 〈Hellrider〉, 〈Deal With the Devil〉, 〈Worth Fighting For〉, 그리고 〈Revolution〉이 2005년 세트리스트에만 실황으로 연주되었다. 〈Judas Rising〉도 2005년에 공연되었고 2011년~2012년과 2019년 투어를 위해 돌아왔고, 〈Angel〉은 2008년~2009년에 세트리스트에 추가되었다가 2018년에 몇 번의 공연을 위해 다시 등장했다.

## 듀얼디스크
이 음반은 전통적인 CD 콘텐트와 DVD 콘텐트가 한쪽에 있는 듀얼디스크 포맷으로 발매되었다. 이 음반의 DVD 측면에는 〈Reunited〉라는 제목의 다큐멘터리와 향상된 오디오 포맷의 음반 전체가 포함되어 있다. 일본에서는 컴팩트 디스크 오디오와 DVD 비디오가 포함된 2디스크 세트로 출시되었다.

## 곡 목록
모든 곡들은 특별한 언급이 없는 한 롭 핼퍼드, K. K. 다우닝 그리고 글렌 팁톤에 의해 작사/작곡하였다.
| #   | 제목                    | 작사·작곡                    | 재생 시간 |
| --- | ----------------------- | ---------------------------- | --------- |
| 1.  | 〈Judas Rising〉        |                              | 4:15      |
| 2.  | 〈Deal with the Devil〉 | 핼퍼드, 다우닝, 팁톤, 로이 Z | 3:54      |
| 3.  | 〈Revolution〉          |                              | 4:42      |
| 4.  | 〈Worth Fighting For〉  |                              | 4:17      |
| 5.  | 〈Demonizer〉           |                              | 4:35      |
| 6.  | 〈Wheels of Fire〉      |                              | 3:41      |
| 7.  | 〈Angel〉               |                              | 4:23      |
| 8.  | 〈Hellrider〉           |                              | 6:23      |
| 9.  | 〈Eulogy〉              |                              | 2:54      |
| 10. | 〈Lochness〉            |                              | 13:28     |